# شاه‌ماهی همه‌روزه
شاه‌ماهی همه‌روزه (نام علمی: Dayella malabarica) نام یک گونه از تیره شگ‌ماهیان است.